# Aimer, boire et chanter
Aimer, boire et chanter ist ein französisches Filmdrama von Alain Resnais aus dem Jahr 2014, das auf dem Theaterstück Life of Riley von Alan Ayckbourn beruht. Außerhalb von Frankreich lief der Film auch unter dem Titel Life of Riley.

## Handlung
Ein Tag im Mai: Kathryn, ihr Mann Colin und ihre Freundin Tamara proben als Laiendarsteller gerade ein Vierpersonenstück, als sie erfahren, dass Tamaras Bühnenpartner aus den Proben ausgestiegen ist. Colin berichtet seiner Frau wiederum indirekt, dass ihr guter Freund George Riley unheilbar an Krebs erkrankt sei und wahrscheinlich nur noch sechs Monate zu leben habe. Kathryn erzählt Tamaras Mann Jack davon, der mit George seit der Schulzeit eng befreundet ist. Auch Georges Noch-Ehefrau Monica, die ihn vor einiger Zeit für den älteren Bauern Simeon verlassen hat, erfährt von Georges Schicksal. Kathryn, Colin und Tamara beschließen, George als vierten Mann in ihr Stück aufzunehmen und ihn so von seiner Krankheit abzulenken.
Im Stück spielen Tamara und George ein Liebespaar und bald glaubt Jack, dass seine Frau und George eine Beziehung haben. Tatsächlich fühlt sich Tamara zu dem deutlich jüngeren George hingezogen. Auch Kathryn entdeckt ihre Gefühle für George wieder, war sie mit ihm doch vor ihrer Beziehung zu Colin zusammen. Sie erwartete sogar ein Kind von George, das sie jedoch abtreiben ließ. Jack wiederum will Monica wieder mit George zusammenbringen, selbst wenn es nur zum Schein für die restlichen Monate seines Lebens ist. Monica weigert sich, da sie in Simeon den Mann ihres Lebens gefunden hat, lässt sich am Ende aber doch erweichen und zieht zeitweise zu George. Dabei unterbricht sie die Zankereien von Kathryn und Tamara, die beide um George kämpfen. Ausgangspunkt ist dabei Georges Angebot, mit der jeweils anderen Frau nach Ende der Stückaufführung im September für einen Kurzurlaub nach Teneriffa zu fliegen. Tamara hat die Reise abgelehnt, Kathryn sie jedoch angenommen. Nun erfahren beide, dass George wohl zuerst Monica gefragt hat. Monica wiederum weiß erst nach Jacks Benachrichtigung, dass Kathryn mit George in den Urlaub fahren will. Als Noch-Ehefrau von George besteht nun sie darauf, die Urlaubsreise anzutreten, wie auch die beiden anderen Frauen auf der Reise bestehen. Tamara sagt die Reise am Ende jedoch ab, weil sie so ihren Mann enger an sich zu binden hofft, der eine außereheliche Affäre hat. Auf Colins inständiges Bitten hin verzichtet auch Kathryn auf die Reise. Monica ist unschlüssig, ahnt sie doch, dass sie bei einer Abreise Simeon verlieren könnte. Überraschend fährt George mit Tamaras und Jacks 16-jähriger Tochter Tilly nach Teneriffa. Die Eltern sind entsetzt. Auf Teneriffa stirbt George bei einem Tauchunfall. Am Ende versammeln sich die drei Paare an Georges Sarg; Tilly kommt später allein hinzu.

## Produktion
Aimer, boire et chanter (Ü: Lieben, Trinken und Singen bzw. Wein, Weib und Gesang) war nach Smoking / No Smoking und Herzen die dritte Verfilmung eines Stücks von Alan Ayckbourn durch Alain Resnais. Im Stück proben die Darsteller ein weiteres Ayckbourn-Stück mit dem Titel Relatively Speaking. George, um den sich der Film dreht, erscheint im Film nie. Resnais besetzte seine Frau Sabine Azéma hier zum zehnten Mal in einem seiner Filme.
Die Kostüme schuf Jackie Budin, die Filmbauten stammten von Jacques Saulnier. Die Szenerie wurde bewusst künstlich gehalten, so erinnern die Handlungsorte – Simeons Haus, Kathryns und Colins Vorgarten, Tamaras und Jacks Terrasse sowie Georges Garten vor dem Haus – an Theaterbühnen. Einzelne Szenen werden durch Kamerafahrten durch menschenleere britische Dörfer oder durch Zeichnungen des Comic-Autors Blutch getrennt, der auch das Kinoplakat schuf.
Der Film feierte am 10. Februar 2014 im Rahmen der Berlinale 2014 Weltpremiere. Regisseur Alain Resnais konnte aus gesundheitlichen Gründen nicht an der Premiere teilnehmen; er verstarb am 1. März 2014 und damit kurz vor dem französischen Kinostart am 26. März 2014. Der Film wurde in den französischen Kinos von rund 313.000 Zuschauern gesehen.

## Kritik
Die Neue Zürcher Zeitung befand, dass Aimer, boire et chanter „noch einmal von der ironischen Eleganz des französischen Altmeisters“ zeuge. Der Film sei „ein fintenreiches Spiel mit dem Naturalismus der filmischen Illusion, gegen die Resnais allergisch ist“, konstatierte die Frankfurter Rundschau: „Diese Avantgarde ist in die Jahren gekommen, aber sie ist immer noch Avantgarde, auch wenn sie sich nicht mehr nach vorne bewegt, sondern seitwärts, ins Gebüsch der Filmkunst.“
Für Die Tageszeitung war der Film „Theater mit filmischen Mitteln“, jedoch „eher ein mittleres Stück“, das Resnais-Kennern nichts Neues biete. Die Berliner Morgenpost bezeichnete den Film als Klamotte, wobei die Darsteller ihre Rollen „grotesk [überspielen]. Die Schaumschlägerei, die einem am Theater schon immer genervt hat, persifliert Resnais mit großer Freude.“ Für die Süddeutsche Zeitung war Aimer, boire et chanter „eine relativ bizarre Erfahrung: wirklich nicht sehr gutes Boulevard-Theater, um einen milde originellen Einfall herumgestrickt.“

## Auszeichnungen
Aimer, boire et chanter lief auf der Berlinale 2014 im Wettbewerb um den Goldenen Bären. Der Film gewann den Alfred-Bauer-Preis als ein Spielfilm, der neue Perspektiven eröffnet, und einen FIPRESCI-Preis (Wettbewerb).